# Ястребов, Олег Александрович
Оле́г Алекса́ндрович Я́стребов (род. 24 марта 1981, Железногорск, Красноярский край) — российский правовед, доктор юридических и экономических наук, профессор, ректор Российского университета дружбы народов, заведующий кафедрой административного и финансового права. Президент Ассоциации юридического образования РФ, член Высшей квалификационной коллегии судей РФ. Почётный выпускник Московского суворовского училища.

## Биография
В 1998 году окончил Московское суворовское военное училище. Поступил на факультет гуманитарных и социальных наук Российского университета дружбы народов и параллельно начал учиться на юридическом факультете. В 2004 году успешно окончил оба факультета.
С 2004 по 2008 год являлся старшим преподавателем кафедры административного права юридического факультета РУДН.
В 2007 году под руководством доктора юридических наук, профессора, заведующего кафедрой административного и финансового права юридического факультета А. Б. Зеленцова защитил диссертацию на соискание учёной степени кандидата юридических наук на тему «Государственное унитарное предприятие как субъект административного права» по специальности 12.00.14 — административное право, финансовое право, информационное право.
В 2010 году защитил диссертацию на соискание учёной степени доктора юридических наук на тему «Юридическое лицо публичного права: сравнительно-правовое исследование» по специальности 12.00.14 — административное право, финансовое право, информационное право. Вошёл в число самых молодых докторов юридических наук в России.
16 января 2010 года родился сын Тимофей; также суворовец, но уже Тульского суворовского военного училища.
С 2011 года — профессор кафедры административного права юридического факультета РУДН.
В начале 2012 года защитил диссертацию на соискание учёной степени доктора экономических наук на тему «Организационно-экономический механизм реализации инвестиционно-строительных проектов на основе государственно-частного партнёрства», с 1 сентября 2012 года возглавил кафедру административного и финансового права.
В 2013 году был избран членом экспертного совета Высшей аттестационной комиссии Министерства образования и науки Российской Федерации по юридическим наукам; в мае 2017 года был назначен заместителем председателя экспертного совета ВАК РФ по праву.
В конце 2014 года был избран на должность директора Юридического института РУДН.
В апреле 2017 года был избран президентом Ассоциации юридического образования РФ.
С 2018 года получает второе высшее образование в Институте иностранных языков РУДН.
В ноябре 2018 года был избран членом Высшей квалификационной коллегии судей Российской Федерации — представителем общественности.
В декабре 2018 года был избран членом Совета при Председателе Совета Федерации по взаимодействию с институтами гражданского общества.
В марте 2019 года был утверждён на должность члена Межведомственного совета по присуждению премий Правительства Российской Федерации в области образования (Приказ Министра науки и высшего образования РФ, Министерства просвещения РФ от 22.03.2019 № 150/129 «О Межведомственном совете по присуждению премий Правительства РФ в области образования»).
В феврале 2020 года был удостоен почётного звания «Почётный юрист города Москвы» (Указ Мэра Москвы № 16-УМ от 14.02.2020 «О награждении знаком отличия, почётным знаком и присвоении почётных званий города Москвы»).
В мае 2020 года был избран ректором Российского университета дружбы народов.
13 октября 2020 года был утверждён постановлением пленума Верховного Суда Российской Федерации № 26 в состав Научно-консультативного совета при Верховном Суде Российской Федерации.
В марте 2021 года был удостоен почётного звания «Почётный работник сферы образования Российской Федерации» за заслуги в сфере образования и добросовестный труд (Приказ Министерства науки и высшего образования РФ № 144 к/н от 31.03.2021).
Распоряжением Правительства РФ № 984-р от 22 апреля 2022 года был утверждён в составе Высшей аттестационной комиссии при Минобрнауки РФ сроком на 4 года.
Выдвигался кандидатом в члены-корреспонденты РАН на выборах в мае — июне 2022 года.

## Санкции
6 марта 2022 года после вторжения России на Украину подписал письмо в поддержу российской агрессии. С 9 июня 2022 года находится под персональными санкциями Украины за поддержку войны. Также был внесён ФБК в список коррупционеров и разжигателей войны за поддержку нападения на Украину. 16 марта 2022 года форумом свободной России внесён в «Список Путина» и доклад «поджигателей войны» с предложением введения против него международных санкций.

## Научная деятельность
Автор более 200 научных публикаций — такие, как: «Административная правосубъектность унитарного предприятия как государственной организации», «Основы правового положения юридических лиц публичного права зарубежных стран», «Проблемы классификации публичных субъектов административного права» и ряда других.
- В 2017 году совместно с А. Б. Зеленцовым был выпущен учебник «Судебное административное право» для студентов ВУЗов, обучающихся по специальности «Юриспруденция».

- Исследует вопросы и проблемы национального и зарубежного административного

и финансового права, административной ответственности юридических лиц.
- Практическое применение положений отразилось в участии при разработке Кодекса Административного судопроизводства (КАС РФ) в 2015 году, а именно в подготовке законопроектов IV раздела «Особенности производства по отдельным категориям административных дел» и V раздела «Упрощённое (письменное) производство по административным делам».

- По итогам исследований получено более 50 научных работ 2 учебно-методических комплекса и 2 учебных пособия.

Область научных интересов:
- Проблемы классификации публичных субъектов административного права;
- Теории о юридических лицах;
- Общая характеристика государственных и муниципальных учреждений в контексте действующего российского законодательства;
- Правосубъектность электронного лица;
- Научно-образовательная деятельность связана с вопросами административного и финансового права.

## Преподавание
Ведёт для студентов бакалавриата общего профиля «Юриспруденция» и профиля «Международное право» Юридического института курсы:
- административное право Российской Федерации;

- административное право зарубежных стран; правовое регулирование государственно-частного партнёрства — для студентов магистратуры.

Для студентов магистратуры, обучающихся на кафедре административного и финансового права, читает курс «Правовое регулирование государственно-частного партнёрства», «Правовое регулирование искусственного интеллекта».

## Критика
«ДИССЕРНЕТ» — вольное сетевое сообщество экспертов, исследователей и репортёров, посвящающих свой труд разоблачениям мошенников, фальсификаторов и лжецов, подвергло экспертизе его научную деятельность, выявив ряд нарушений научной этики — такие, как: участник позорных решений, заимствования, научный руководитель диссертации с заимствованиями, множественные публикации, нарушения публикационной этики.
1. O.Jastrebov, E.Smirnov. Value of the fiction theory for understanding the «legal person» // World Applied Sciences Journal, 2013
2. O.Jastrebov. The Use of the Category of «Legal Persons of Public Law» in Foreign Legal Instruments // Middle East Journal of Scientific Research, 2014
3. Jastrebov, O., Batjaeva, A. On the issue of recognizing a state as a legal entity: Past and present // World Applied Sciences Journal, 2014
4. Административное право. (учебно-методическое пособие) М.: РУДН, 2005. 22 с.
5. Публичные субъекты административного права. (учебное пособие) М.: РУДН, 2008. — 144 с.
6. Некоммерческие организации как публичные юридические лица. (учебное пособие)// М.: РУДН, 2009. — 324 с.
7. Проблемы административного права. Учебно-методический комплекс. (учебное пособие)// М.: РУДН, 2009. 10 с.
8. О. А. Ястребов, А. Р. Батяева, Е. В. Муратова, С. А. Капустин Финансовое право (учебное пособие)// М.: РУДН, 2015. — 206 с.
9. О. А. Ястребов, Морозов Н. И., Морозова А. Н. и др Ювенальная юриспруденция (учебное пособие)// Учебник в 4-х томах. — Том. 3. М.: ООО «Издательство Прометей», 2017. — 356 с.
10. Правовое регулирование государственно-частного партнёрства в экономической сфере. Учебно-методический комплекс (учебное пособие//М.: РУДН, 2015. — 55 с.
11. О. А. Ястребов, А. Б. Зеленцов Административное право (учебник)//М.: РУДН, 2015. — 300 с.
12. Александров А. И., Возняк О. А., Гуров А. И., Игнатова М. А. и др Уголовное право России. Общая часть (с основными положениями общей части уголовного права стран Азии, Африки, Латинской Америки) (учебник)//Учебник / под ред. О. А. Ястребова, Л. А. Букалеровой. М.: РУДН, 2017. — 616 с.
13. Партнёрство в строительном проекте и способы его оформления (статья)//Актуальные проблемы экономики, политики и права: Сб. науч. тр. / Под ред. д.э.н., проф. Кабакова, д.э.н., проф. Л. Л. Бекренева. — Мурманск: МАЭУ, 2007. — 0,5/0,25 п.л.

## Награды
- Почётная грамота Правительства Российской Федерации (4 мая 2023 года) — за вклад в организацию и проведение II Международной олимпиады по финансовой безопасности[18].

## Личная жизнь
Ведёт активный образ жизни. Занимается альпинизмом, также сёрфингом, кайтсёрфингом, парусным спортом и хоккеем.